# Ventrikelcancer
Ventrikelcancer (latin: cancer ventriculi) er kræft i mavesækken. Kræftformens hyppighed har været kraftigt aftagende over de sidste 60 år, men den er stadig blandt de 20 hyppigste former for kræft i Danmark. I Danmark rammes årligt omkring 500 personer af sygdommen, der er lidt hyppigere hos mænd end hos kvinder. Der er ikke fundet én enkelt årsag til ventrikelcancer, men mulige årsager kan være infektion med Helicobacter pylori og rygning. Der er på verdensplan meget stor variation i hyppigheden af ventrikelcancer, hvorfor man også har spekuleret meget i miljøpåvirkning og spisevaner som andre mulige årsager.

## Symptomer
Syptomer på ventrikelcancer kan være
- Halsbrand
- Kvalme
- Blødning evt. blodigt opkast
- Smerter
- Træthed
- Vægttab

## Diagnose
Diagnosen ventrikelcancer stilles ved de oplysninger lægen kan få af patienten, samt ved en række undersøgelser.
Typiske undersøgelser ved mistanke om ventrikelcancer kan være:
- Endoskopi med biopsitagning
- CT-scanning
- Ultralydsundersøgelse af maven
- Undersøgelse af afføringen for blod

Den eneste sikre måde at stille diagnosen ventrikelcancer er at finde maligne celler ved mikroskopi af en udtagen biopsi fra mavesækken.

## Behandling
Behandlingen af kræft i mavesækken vil, som enhver anden kræftsygdom, være afhængig af udbredelsen på diagnosetidspunktet. En ordentlig stadieinddelling vil således være påkrævet inden man påbegynder behandlingen. I Danmark anvendes TNM-systemet til stadieinddeling af ventrikelcancere. Kirurgi med fjernelse af kræfknuden er den foretrukne behandling af kræft i mavesækken. Ved det kirurgiske indgreb vil man, hvis det er muligt, forsøge at bevare noget af mavesækken ved en ventrikelresektion (Billroth II). Hvis dette ikke er muligt kan det være nødvendigt at fjerne hele mavesækken (total gastrektomi). I nogle tilfælde vil man udover den kirurgiske behandling vælge at behandle med kemoterapi eller strålebehandling evt. i kombination.

## Prognose
Prognosen for kræft i mavesækken er afhængig af udbredelsen på diagnosetidspunktet, men er alt andet lige relativt dårlig. Således vil kun omkring 15% af alle dem, der bliver diagnosticeret med kræft i mavesækken være i live efter 5 år.

## Eksterne links
Kræftens Bekæmpelse